# D12E

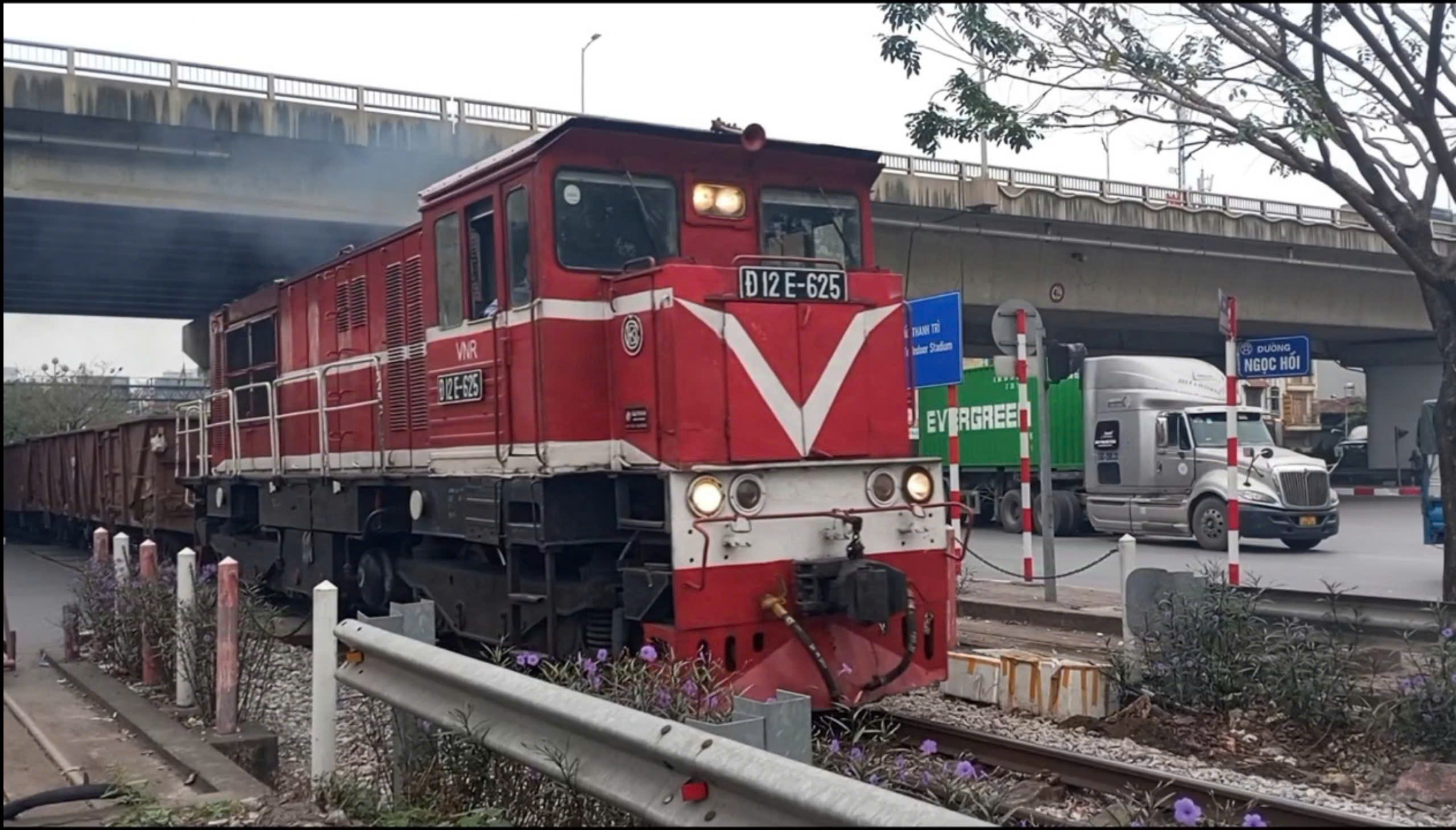
D12E-625 kéo tàu hàng qua chắn Linh Đường, Hoàng Mai, Hà Nội

D12E DEV-736 là một đầu máy Diesel truyền động điện một chiều, công suất 1.200 MI, tốc độ tối đa được thiết kế là 80 km/h, nguồn động lực là K6s230DR.

## Lịch sử
Những chiếc đầu máy D12E này được sản xuất tại Tiệp Khắc từ 1985 đến 1999, sau đó, Tiệp Khắc đã bàn giao 27 đầu máy xe lửa đến Xí nghiệp đầu máy Sài Gòn và 11 đầu máy cho Xí nghiệp đầu máy Hà Nội trong năm 1986. Thế nhưng từ năm 1996, Xí nghiệp Đầu máy Sài Gòn đã giao lại 38 đầu máy D12E cho Xí nghiệp Đầu máy Hà Nội và Xí nghiệp Đầu máy Sài Gòn. Khi đưa vào sử dụng, đầu máy này đã và đang có sự đóng góp lớn cho ngành vận tải đường sắt một cách an toàn và ổn định.

### Danh sách các đầu máy
| Số hiệu  | Xí nghiệp quản lý | Ghi chú                                        |
| -------- | ----------------- | ---------------------------------------------- |
| D12E-622 | XNĐM Hà Nội       |                                                |
| D12E-623 | XNĐM Hà Nội       |                                                |
| D12E-625 | XNĐM Hà Nội       |                                                |
| D12E-626 | XNĐM Hà Nội       |                                                |
| D12E-627 | XNĐM Hà Nội       |                                                |
| D12E-628 | XNĐM Hà Nội       |                                                |
| D12E-630 | XNĐM Hà Nội       |                                                |
| D12E-631 | XNĐM Hà Nội       |                                                |
| D12E-632 | XNĐM Sài Gòn      |                                                |
| D12E-633 | XNĐM Hà Nội       |                                                |
| D12E-634 | XNĐM Hà Nội       |                                                |
| D12E-636 | XNĐM Hà Nội       |                                                |
| D12E-638 | XNĐM Hà Nội       |                                                |
| D12E-639 | XNĐM Hà Nội       |                                                |
| D12E-640 | XNĐM Hà Nội       | Trường Cao đẳng nghề Đường sắt Hà Nội bảo quản |
| D12E-641 | XNĐM Sài Gòn      |                                                |
| D12E-642 | XNĐM Sài Gòn      |                                                |
| D12E-643 | XNĐM Hà Nội       |                                                |
| D12E-644 | XNĐM Hà Nội       |                                                |
| D12E-645 | XNĐM Hà Nội       |                                                |
| D12E-646 | XNĐM Hà Nội       |                                                |
| D12E-647 | XNĐM Hà Nội       |                                                |
| D12E-649 | XNĐM Sài Gòn      |                                                |
| D12E-650 | XNĐM Hà Nội       |                                                |
| D12E-652 | XNĐM Sài Gòn      |                                                |
| D12E-653 | XNĐM Sài Gòn      |                                                |
| D12E-655 | XNĐM Hà Nội       |                                                |
| D12E-656 | XNĐM Hà Nội       |                                                |
| D12E-657 | XNĐM Hà Nội       |                                                |
| D12E-658 | XNĐM Hà Nội       |                                                |
| D12E-659 | XNĐM Sài Gòn      |                                                |
| D12E-660 | XNĐM Hà Nội       |                                                |

1. ↑  "DEV 736". Truy cập ngày 14 tháng 3 năm 2022.
2. 1 2  Thanh Doan, 123docz. "Thông tin và lịch sử của Đầu máy D12E". {{Chú thích web}}: |ngày lưu trữ= cần |url lưu trữ= (trợ giúp)Quản lý CS1: tên số: danh sách tác giả (liên kết)
3. ↑  "DEV 736". Truy cập ngày 14 tháng 3 năm 2022.